# Hoogvliet (stadsdeel)

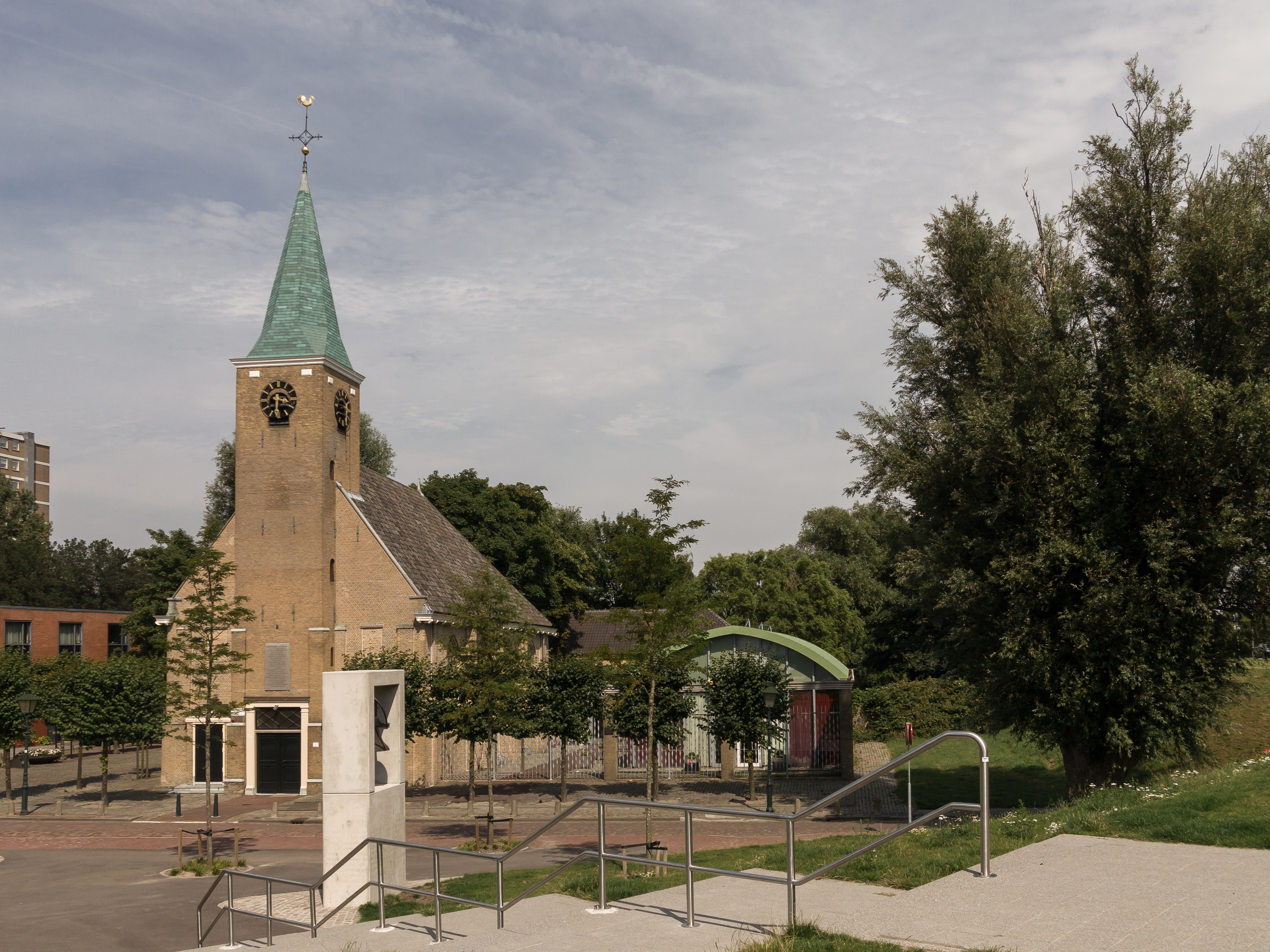
Hoogvliet, de Dorpskerk

Hoogvliet is een stadsdeel binnen de gemeente Rotterdam in de Nederlandse provincie Zuid-Holland. Het stadsdeel ligt op het eiland IJsselmonde, aan de Oude Maas. Het stadsdeel telt 36.180 inwoners (1 januari 2024) en heeft een oppervlakte van 10,73 km². Hoogvliet ontstond waarschijnlijk in de dertiende eeuw en werd in 1934 geannexeerd door de gemeente Rotterdam.

## Geschiedenis
Hoogvliet is een voormalig dorp en gemeente in Zuid-Holland. De oudste vermelding van Hoogvliet – in vroeger eeuwen Oedenvliet, Oudenvliet en Odenvliet genoemd – dateert van 26 mei 1326 (Archief heren Van Putten & Strijen inv. nr. 144). Het is genoemd naar Oda (Oede) van Putten, middelste van drie dochters van Heer Nicolaas III van Putten en zijn vrouw, Vrouwe Aleida van Strijen, die dit gebied als bruidsschat meekreeg bij haar huwelijk in 1315 met Willem IV van Horne. Tot 1811 bleef Hoogvliet een zelfstandige ambachtsheerlijkheid. Van 1811 tot 1818 behoorde Hoogvliet tot de gemeente Poortugaal. Van 1818 tot 1934 was Hoogvliet (weer) een zelfstandige gemeente, die de laatste decennia van haar zelfstandigheid een burgemeester deelde met het dorp Pernis.

## Annexatie
Hoogvliet werd op 1 mei 1934 tegelijk met Pernis ingelijfd bij de gemeente Rotterdam, hoewel een overgrote meerderheid van de inwoners daar fel tegenstander van was. Pernis telde op dat moment 2539 inwoners, Hoogvliet 682. Het grondgebied werd voor een klein gedeelte in gebruik genomen als industrieterrein. In de jaren 50 en 60 van de twintigste eeuw onderging het van oorsprong kleine dijkdorp een enorme groei. Vrijwel het gehele oorspronkelijke dorp is daarbij afgebroken. Alleen in het gebied rond de Dorpskerk staan nog enkele oorspronkelijke gebouwen. Het haventje werd gedempt. Op de plek van de oude dorpskern verscheen in de jaren 60 een nieuw winkelcentrum, de Binnenban. De dorpsbegraafplaats bij de kerk veranderde in een parkeerplaats. Het aantal woningen nam met duizenden toe, Hoogvliet werd woonplaats van velen die werkzaam waren in de petrochemische industrie of bij toeleveranciers daarvan.

## Wijken
- Middengebied, een benaming voor het midden van Hoogvliet, rond metrostation Hoogvliet en de oude dorpskern. Ook bevinden zich hier het winkelcentrum Binnenban en een zwembad en sportcomplex met Budokan Rotterdam van Chris de Korte.
- Boomgaardshoek, een typische jaren 80 wijk met woonerven en veel groen.
- Oudeland, woonwijk in het noordoostelijk deel rondom winkelcentrum Wilhelm Tellplaats.
- Nieuw Engeland, was de eerste nieuwbouwwijk en dateert uit 1930 en kort na 1945. Eind jaren tachtig voldeden de woningen niet meer aan de eisen van de tijd en is de wijk grotendeels gesloopt om plaats te maken voor moderne woningen. Nieuw Engeland wordt vanwege de vele straatnamen die Arabische oliestaten bevatten in de volksmond ook wel "De Oliebuurt" genoemd.
- Tussenwater, de jongste wijk van Hoogvliet. Hier bevindt zich ook het metrostation Tussenwater.
- Westpunt, hier ligt langs de Oude Maas het recreatie- en natuurgebied het Ruigeplaatbos en het Arboretum Hoogvliet.
- Zalmplaat, een wijk met hoog- en laagbouw en het gelijknamige metrostation.
- Meeuwenplaat, van oorsprong eenzelfde wijk als Westpunt; die nu grootschalig gemoderniseerd is.
- Gadering, bedrijvengebied met directe aansluiting op het knooppunt Benelux (Beneluxplein).

Voor de gemeentelijke herindeling van 1 januari 1985 waarbij Boomgaardshoek, Zalmplaat en Meeuwenplaat aan de rest van Hoogvliet werden overgedragen en Poortugaal evenals het aanpalende Rhoon opging in de gemeente Albrandswaard, droegen Meeuwenplaat en Zalmplaat de officiële plaatsnaam Meeuwenplaat-Zalmplaat (gemeente Poortugaal), al werd deze plaatsnaam door niemand gebruikt.
De wijk Boomgaardshoek heette samen met de Hoogvlietsekerkweg officieel Poortugaal-West, maar aangezien er zich een flink weiland tussen de Boomgaardshoek en Poortugaal-Dorp bevindt en aan de andere kant van de Boomgaardshoek slechts de metrobaan de grens vormde tussen Poortugaal-West en Hoogvliet, werd de Boomgaardshoek door de meeste inwoners tot Hoogvliet gerekend.

## Verkeer en vervoer
Hoogvliet heeft aansluitingen op de snelwegen A4 (Beneluxtunnel) en A15 (Botlekbrug). Twee bruggen over de Oude Maas, de Spijkenisserbrug en de Botlekbrug, verbinden de plaats met Spijkenisse, de Botlek en de A15. De op één na langste weg van Nederland, de Groene Kruisweg, doorkruist Hoogvliet. Ook is Hoogvliet aangesloten op het Rotterdamse metronet. De drie Hoogvlietse metrostations worden bediend door de lijnen C en D. Het busnet in Hoogvliet wordt ook bediend door de RET. De buslijnen door Hoogvliet zijn lijnen 61 en 62 door Westpunt en Oudeland, lijn 63 door Zalmplaat en Meeuwenplaat en lijn 64 door Zalmplaat, Hoogvliet Centrum en Tussenwater (welke verder rijdt naar Poortugaal).

## Bezienswaardigheden
- Oude Dorpskerk
- Arboretum Hoogvliet

## Winkelen
In het Middengebied bevindt zich winkelcentrum de Binnenban. Op donderdag vindt de weekmarkt plaats op de parkeerplaats aan de westzijde van het winkelcentrum. Verder zijn in de woonwijken enkele kleine winkelcentra voor de dagelijkse boodschappen.

## Inwoners

### Geboren in Hoogvliet
- Rik Hoogendoorn (1958), acteur, bekend van Sesamstraat en Kees & Co
- Diane Edelijn (1960), zwemster
- Mylène d'Anjou (1966), actrice en cabaretière

### Bekende (oud-)Hoogvlieters
- Wim Embregts, pinkstervoorganger en publicist
- Peter Houtman, voetballer
- Mark Huizinga, judoka
- Kevin Jansen, voetballer
- Fatima Moreira de Melo, hockeyster
- Raemon Sluiter, tennisser
- Regilio Tuur, bokser
- Hef, rapper
- Crooks, rapper

### Overleden
- Bas Paauwe (1911-1989), voetballer en voetbaltrainer

## Bestuur
Tot 2014 was Hoogvliet een deelgemeente. In dat jaar is deze vervangen door een 'gebiedscommissie'.

### Zetelverdeling deelraad resp. gebiedscommissie
| Partij             | Deelraad | Deelraad | Commissie |
| Partij             | 2006     | 2010     | 2014      |
| ------------------ | -------- | -------- | --------- |
| Leefbaar Rotterdam | -        | 5        | 4         |
| Nieuw Hoogvliet    | -        | 2        | 4         |
| PvdA               | 7        | 4        | 2         |
| BBH                | -        | -        | 2         |
| CDA                | 2        | 2        | 1         |
| VVD                | 1        | 1        | -         |
| IBP                | 9        | 5        | -         |
| Totaal             | 19       | 19       | 13        |

De onderstreepte getallen vormen de hieruit onderhandelde bestuursmeerderheid.

## Onderwijsinstellingen

### Campus Hoogvliet
Op de Campus Hoogvliet zijn sinds 2014 drie scholen gevestigd: ROC Zadkine Hoogvliet (met onder meer de Veiligheidsacademie), Penta College Hoogvliet en Einstein Lyceum.
Behalve scholen bevinden zich op de Campus Hoogvliet een sportaccommodatie, de Artstudio Hoogvliet en een honderdtal studentenwoningen.
Eind 2020 ontstond er in het Middengebied een samenwerking tussen kunstenaars en de gemeente Hoogvliet onder de naam Stroming. Het voormalige schoolgebouw aan de Cloese is aan zijn metamorfose tot kunstenaarsaccommodatie begonnen, met als overkoepelend orgaan Stichting Kunst Accommodatie Rotterdam (SKAR). Vanuit meerdere disciplines wordt er nagedacht over de toekomst van het gebouw.

## Trivia
- Studio the Note was een opnamestudio en muziekoefenruimte zonder winstoogmerk, die op 24 april 1984 door Ronny de Bruin en Tonny Hessels werd opgericht. In oktober 2013 werd besloten tot de sloop van 'the Note'.